# Старе Вежхово
Старе Вежхово (пол. Stare Wierzchowo) — село в Польщі, у гміні Щецинек Щецинецького повіту Західнопоморського воєводства.
Населення — 159 осіб (2011).

## Демографія
Демографічна структура станом на 31 березня 2011 року:
|          | Загалом | Допрацездатний вік | Працездатний вік | Постпрацездатний вік |
| -------- | ------- | ------------------ | ---------------- | -------------------- |
| Чоловіки | 87      | 30                 | 52               | 5                    |
| Жінки    | 72      | 14                 | 46               | 12                   |
| Разом    | 159     | 44                 | 98               | 17                   |